# Mindbender
Mindbender — компьютерная игра в жанре головоломка, выпущенная в ноябре 1989 года компанией Gremlin Interactive. Игра вышла на платформах Amiga, Atari ST и MS-DOS. Является сиквелом игры Deflektor. Игра в некоторых выпусках называлась как Deflektor 2.
В Mindbender игрок управляет волшебником, который использует магию в виде света. Игра построен на игровой механике луча: игроку нужно управлять магическим потоком энергии с помощью зеркал; в игре нужно уничтожать магическим лазером цели, после поражения которых открывается дверь на следующий уровень. Вместе с тем, в игру были добавлены новые элементы, например ключи, когда в случае попадания в которых делаются доступными некоторые части уровня.

## Оценки и мнения
| Иноязычные издания                         | Иноязычные издания |
| Издание                                    | Оценка             |
| ------------------------------------------ | ------------------ |
| Aktueller Software Markt (Atari ST, Amiga) | 9,2/12             |